# Маловысторопский сельский совет (Лебединский район)
Маловысторопский сельский совет (укр. Маловисторопська сільська рада) — входит в состав
Лебединского района
Сумской области
Украины.
Административный центр сельского совета находится в 
с. Малый Выстороп
.

## Населённые пункты совета
- с. Малый Выстороп
- пос. Зализничное